# Interbrand
Interbrand, filiale du groupe Omnicom, est un des leaders mondiaux du conseil en stratégie et design de marques. En 2010, le réseau Interbrand emploie plus de 1 000 personnes réparties dans 29 pays et 40 bureaux à travers le monde.

## Histoire
En 1974, John Murphy (en), responsable dans le département de planification stratégique et de marketing de Dunlop, quitte son entreprise et crée avec sa femme la société de naming Novamark à Londres. En 1979, Novamark change son nom en Interbrand et ouvre un bureau à New York.
À mesure que la société ouvre des bureaux dans le monde entier (Tokyo et Francfort en 1983, Milan en 1987, Los Angeles et Melbourne en 1988), elle étoffe ses services qui comprennent désormais le conseil en stratégie et design de marque, développant le concept d'évaluation de la marque en 1980. En 1993, Interbrand Group P.L.C. qui compte alors 600 employés est acquis par Omnicom.

## Méthodologie
Interbrand devient en 2010 la première société de conseils au monde à obtenir la certification ISO 10668 pour ses méthodes d’évaluation de marque.
Elle utilise cette méthodologie certifiée pour son rapport annuel Best Global Brands, étude qu'elle réalise depuis 1994 pour le classement des 100 marques mondiales les plus valorisées. Pour être prises en compte dans ce palmarès, les marques doivent réunir trois conditions : être présentes sur trois continents, réaliser au moins 30 % de leur chiffre d'affaires hors de leur pays d’origine, et moins de 50 % sur un des trois continents. Le calcul de la valeur se base sur le croisement de différents critères : la performance financière, l'influence de la marque sur la décision d'achat (en), la force de la marque sur son marché  et une évaluation de ses revenus futurs.

### Source
- (en) Cet article est partiellement ou en totalité issu de l’article de Wikipédia en anglais intitulé « Interbrand » (voir la liste des auteurs).